# 孤树镇
孤树镇，是中华人民共和国河北省唐山市玉田县下辖的一个乡镇级行政单位。

## 行政区划
孤树镇下辖以下地区：
西尚庄村、八间房村、青石塘村、香椿园村、宋庄子村、张家庄村、东辛庄村、前后王庄村、北四村、东升村、孤树村、兰泉村、柳树柳辛村、前后枣曾屯村、渠河头村和燕山村。